# Déjame entrar (canción de Makano)
«Déjame entrar» es una canción del cantante de reguetón panameño Makano. Este tema es el más popular de Makano junto con «Te amo».

## Videoclip
En el vídeo se ve a Fasther caminando junto a una chica —que es la esposa de makano— de la cual Makano está enamorado. A lo largo del vídeo, el cantante panameño le saca fotos a la chica y espía a la pareja.  Finalmente, la pareja se encuentra comiendo y Makano está sentado en una mesa cercana. Fater al ver que la chica y makano se miran y se sonríen se retira, en ese momento Makano le entrega un sobre a la mujer y se va, luego ella abre el sobre y en él dice: «Déjame entrar», mientras que voltea el sobre que decía «www.makano.com»
El video fue grabado en Miami.
- Datos: Q5320214